# Silvia Bre
Silvia Bre (Bergamo, 1953) è una scrittrice, poetessa e traduttrice italiana.
Le sue poesie sono tradotte in francese, inglese, spagnolo, olandese, serbo-croato, sloveno, ungherese, coreano.

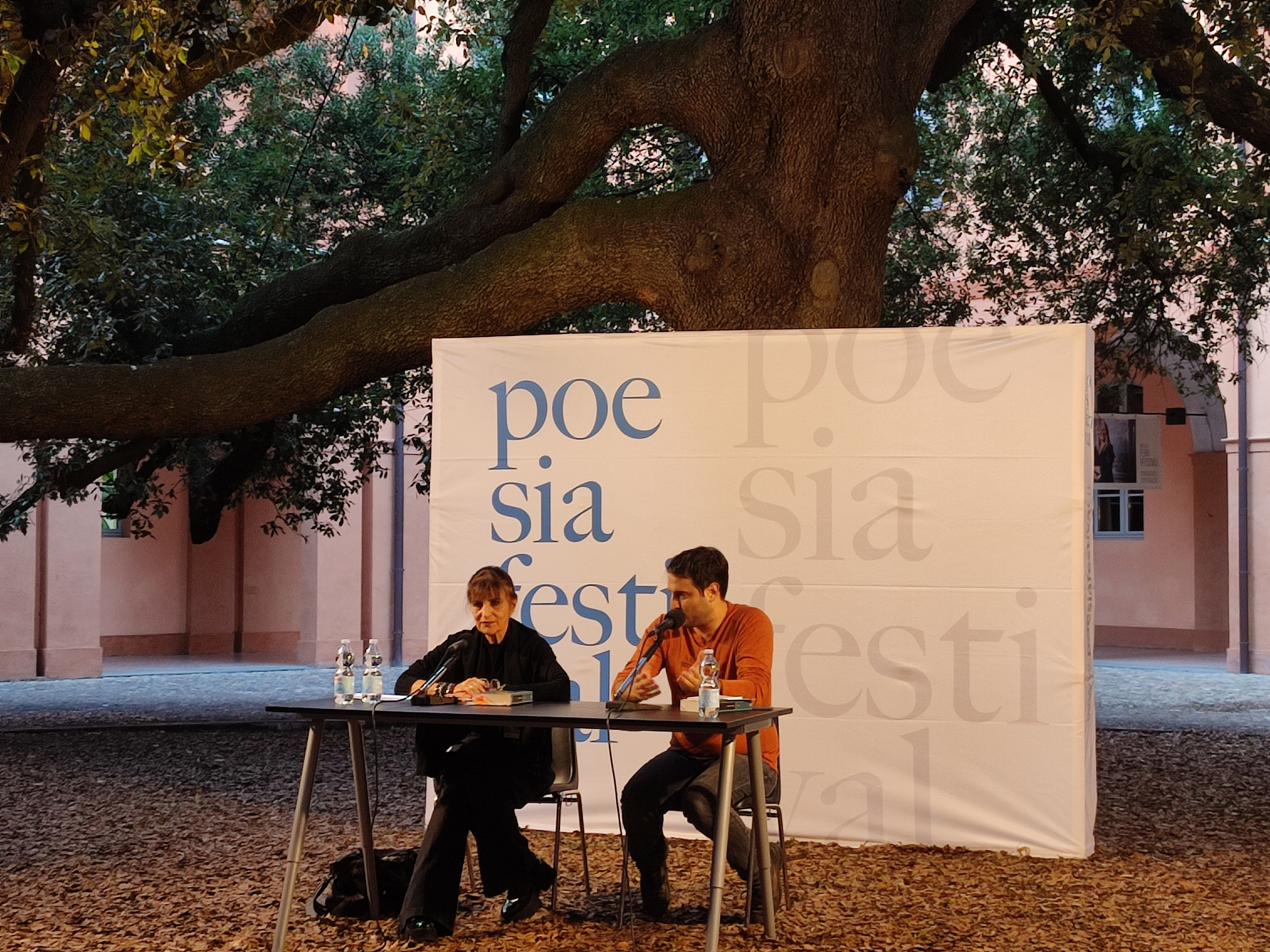
Silvia Bre con Marco Bini al Poesia Festival 2022

## Biografia
Nata a Bergamo nel 1953, vive da molti anni a Roma.
Ha esordito nel 1990 con la raccolta di poesie I riposi (Rotundo), alla quale hanno fatto seguito Le barricate misteriose (Einaudi 2001 – premio Montale), Sempre perdendosi (Nottetempo 2006 – premio Montano, portato a teatro da Alfonso Benadduce), Marmo (Einaudi 2007 – premi Viareggio, Mondello, Frascati, Penne, Arenzano), La fine di quest'arte (Einaudi 2015).
Al riguardo restano esemplari i due volumi Uno zero più ampio (Einaudi 2013) e Centoquattro poesie di Emily Dickinson (Einaudi 2011), che costituiscono un vero e proprio cimento per ogni traduttore; ma anche in prosa il delizioso Giardino di Vita Sackville-West o l'impegnativo Sette giorni in mille anni di Robert Graves».
Tra le sue traduzioni: Il canzoniere di Louise Labé (Classici Mondadori, 2000), da Emily Dickinson Questa parola fidata (Einaudi 2019), Il giardino di Vita Sackville-West (Elliot, 2013), Esercizi di potere di Margaret Atwood (nottetempo 2019).
Tra gli autori da lei tradotti: Robert Graves, Alberto Manguel, Alice Walker, Claudia Rankine, Doris Lessing, Naomi Alderman, Alison Lurie, Siobhan Fallon, Sharon Kivland, Lodro Rinzler.
Nel 2006 Alfonso Benadduce ha portato in teatro un testo della Bre: Sempre perdendosi – Poema tragico.
Nel 2010 Silvai Bre ha vinto il premio Cardarelli per la poesia.
Nel 2019 ha vinto il Premio Maggiore per la traduzione del Ministero per i Beni e le Attività Culturali.
Nel 2022 ha pubblicato per Einaudi la raccolta di poesie Le campane, opera che si è aggiudicata il Premio Laudomia Bonanni e il Premio di poesia e prosa Lorenzo Montano (36^ edizione, 2022); nello stesso anno è uscito, per Adelphi, Fuoco e ghiaccio, traduzione di un'ampia raccolta di poesie di Robert Frost.
La ricerca di Silvia Bre, in poesia e in saggistica, appare di decisa impronta filosofica, a tratti speculativa in senso metapoetico, e non di rado affronta la postura dell'essere umano, e in particolare del poeta, di fronte al mistero, alla trascendenza e all'invisibile.

## Opere

### Romanzi
- Snack bar Budapest con Marco Lodoli, Bompiani, 1987

### Poesia
- I riposi, Rotundo, 1990
- Le barricate misteriose, Einaudi, 2001
- Sempre perdendosi, Nottetempo, 2006
- Marmo, Einaudi, 2007
- La fine di quest'arte, Einaudi, 2015
- Le campane, Einaudi, 2022

### Traduzioni (parziale)
- Fumo di Jay McInerney, in Nuovi Argomenti, 1987
- Stevenson sotto le palme di Alberto Manguel, Nottetempo, 2007
- L'amante puntiglioso di Alberto Manguel, Nottetempo, 2009
- L'arte di dirsi addio di Rebecca Connell, Einaudi, 2010
- Non restare muti di Alice Walker, Nottetempo, 2011
- Centoquattro poesie di Emily Dickinson, Einaudi, 2011
- Senza toccare il fondo di Naomi Alderman, Nottetempo, 2011
- Uno zero più ampio: altre cento poesie di Emily Dickinson, Einaudi, 2013
- Il Vangelo dei bugiardi di Naomi Alderman, Feltrinelli, 2014
- Quando gli uomini sono via di Siobhan Fallon, Nottetempo, 2014
- Ragazze elettriche di Naomi Alderman, Nottetempo, 2017
- Fuoco e ghiaccio di Robert Frost, Adelphi, 2022

### Premi
- 2001 – Premio Montale per Le barricate misteriose (Einaudi)
- 2006 – Premio Montano per Sempre perdendosi (Nottetempo)
- 2007 – Premio Viareggio per Marmo (Einaudi)
- 2007 – Premio Mondello per Marmo (Einaudi)
- 2007 – Premio Frascati per Marmo (Einaudi)
- 2007 – Premio Penne per Marmo (Einaudi)
- 2007 – Premio Arenzano per Marmo (Einaudi)
- 2010 – Premio Cardarelli per la poesia.
- 2019 – Premio Maggiore per la traduzione del Ministero per i Beni e le Attività Culturali
- 2022 – Premio Laudomia Bonanni per Le campane (Einaudi)
- 2022 – Premio di Poesia e Prosa Lorenzo Montano per Le campane (Einaudi)